# بلانش گاردن
بلانش گاردن (فرانسوی: Blanche Gardin‎؛ ‏ تلفظ فرانسوی: [blɑ̃ʃ ɡaʁdɛ̃]؛ زادهٔ ۳ آوریل ۱۹۷۷) بازیگر، کمدین و نویسنده اهل فرانسه است. وی از سال ۲۰۰۶ میلادی تاکنون مشغول فعالیت بوده‌است.
وی دارای مدرک کارشناسی ارشد در رشتهٔ جامعه‌شناسی از دانشگاه نانتر پاریس است.
از فیلم‌ها یا برنامه‌های تلویزیونی که وی در آنها نقش داشته‌است می‌توان به اعلان جنگ، فرانسه و ۲۰ سال فاصله اشاره کرد.